# 黒川芽以のラジとも
『黒川芽以のラジとも』（くろかわめいのラジとも）は、女優、歌手の黒川芽以が初めてレギュラーパーソナリティを担当した文化放送のラジオ番組。2006年4月4日から9月26日まで、火曜26:00 - 26:30（水曜未明）に放送。全26回。

## 概要
番組名の『ラジとも』は、「ラジオを聴いている人も、今までラジオを聴いていない人も、もっとラジオをいっぱい聴いて、ラジオと友達になろう」という意味を込めて黒川自身が命名した。リスナーのラジオネームは、『ラジとも』にちなんで「ともネーム」と呼ばれた。
番組の前半は、普通のお便りを紹介する「ふつおた」のコーナーで、後半はリスナーからの質問に、黒川が独自の判断を下す「黒川式ありなし?!」というコーナー。6月27日の放送からは、リスナーが想定したシチュエーションをもとに、黒川が一人芝居（ショートコント）を演じる「黒川式わざあり!?」という新コーナーも設けられ、「黒川式ありなし?!」と週替わりで放送された。

## 番組のコーナー
ふつおた
普通のお便りを紹介するコーナー。
黒川式ありなし?!（2006年4月25日から）
リスナーからの質問に黒川が「あり」か「なし」かで判定を下すコーナー。
黒川式わざあり!?（2006年6月27日から）
リスナーが考えたシチュエーションにそって、一人芝居を演じる黒川が「技あり」な一言を答えるコーナー。
ジングルはうしろゆびさされ組の『技ありっ!』。
黒川くえすちょん（2006年8月1日から）
黒川からの質問にリスナーが回答を寄せ、それを発表するコーナー。
ジングルはおニャン子クラブの『恋はくえすちょん』。

## 番組で流れた曲
オープニングテーマ「クラウドベリー・ジャム」
歌 - イージー
エンディングテーマ「ヒコーキ雲」
歌 - 黒川芽以（第4回を除く）
第1回（2006年4月4日放送）
1. そら色のスケッチブック／黒川芽以
2. レディオ／クラウドベリー・ジャム

第2回（2006年4月11日放送）
1. 青い瞳に恋してる／フランス・ギャル
2. ムーンライト・シャドウ／アゼリン・デビソン

第3回（2006年4月18日放送）
1. エンドロール／SOPHIA
2. 若葉のころ - First of May／ビー・ジーズ

第4回（2006年4月25日放送）
1. Grateful Days／Dragon Ash
2. 泪の海（namida no umi）／黒川芽以

第5回（2006年5月2日放送）
1. マリポーサ／dorlis

第6回（2006年5月9日放送）
1. 5iVE STAR／capsule
2. 君をのせて／井上あずみ

第7回（2006年5月16日放送）
1. そら色のスケッチブック／黒川芽以
2. 泪の海（namida no umi）／黒川芽以

第8回（2006年5月23日放送）
1. 絶対自分主義!〜アンチ・コンフォーミティ／クリスタル・マイヤーズ
2. like a star／COPTER4016882

第9回（2006年5月30日放送）
1. そらとぶひかり／COLTEMONIKHA
2. 時には昔の話を〜「紅の豚」より／広橋真紀子 （リラクシング・ピアノ〜宮崎駿コレクション）

第10回（2006年6月6日放送）
1. テルーの唄／手嶌葵
2. Wait & See 〜リスク〜／宇多田ヒカル

第11回（2006年6月13日放送）
1. 24時間世界一周／dorlis
2. JOY／YUKI

第12回（2006年6月20日放送）
1. スウィートセブンティーン／YUKI
2. 空と君のあいだに／槇原敬之

第13回（2006年6月27日放送）
1. 天体観測／BUMP OF CHICKEN
2. ハルジオン／BUMP OF CHICKEN

第14回（2006年7月4日放送）
1. ヘイ・ジュード／ザ・ビートルズ
2. カントリー・ロード／本名陽子

第15回（2006年7月11日放送）
1. 極楽鳥 〜Bird of Paradise〜／orange pekoe
2. 陽のあたる場所／MISIA

第16回（2006年7月18日放送）
1. 別の人／手嶌葵
2. ナナカマド／手嶌葵

第17回（2006年7月25日放送）
1. 男女6人夏物語／ケツメイシ
2. ファスナー／Mr.Children

第18回（2006年8月1日放送）
1. Don't start now／BoA
2. ナキムシのうた／風味堂

第19回（2006年8月8日放送）
1. in place of my arms／yes, mama ok?
2. ごはんができたよ（Guest YUKI）／矢野顕子

第20回（2006年8月15日放送）
1. 君にBUMP 〜スカイメイシMIX〜／ケツメイシ
2. new deal／globe

第21回（2006年8月22日放送）
1. 魔法のコトバ／スピッツ
2. 名もなき詩／Mr.Children

第22回（2006年8月29日放送）
1. クラシック／JUDY AND MARY
2. ラフ・メイカー／BUMP OF CHICKEN

第23回（2006年9月5日放送）
1. 僕らは静かに消えていく／山崎まさよし
2. スノースマイル／BUMP OF CHICKEN

第24回（2006年9月12日放送）
1. ピーターパン・シンドローム／Sound Schedule
2. ブラックアウト／東京事変

第25回（2006年9月19日放送）
1. たらこ・たらこ・たらこ／キグルミ
2. とっておきの唄／BUMP OF CHICKEN

第26回（2006年9月26日放送）
1. また あした／Every Little Thing